# Shicheng
För andra betydelser, se Shicheng (olika betydelser).
Shicheng är ett härad i Jiangxi-provinsen i södra Kina.
Under första hälften av 1930-talet var Shicheng bland de härad som kontrollerades av den Kinesiska sovjetrepubliken.